# Vega Azul
Vega Azul es una localidad peruana ubicada en el distrito de Chulucanas, perteneciente a la provincia de Morropón del departamento de Piura, al norte del Perú. 

## Ubicación
Vega Azul se ubica al oeste de la provincia de Morropón, en el distrito de Chulucanas, en el departamento de Piura.

## Demografía
En 2017 Vega Azul tenía una población de 12 habitantes.